# БелАЗ-75600
БелАЗ-75600 — карьерный самосвал производства Белорусского автомобильного завода.
Разработан как машина высокого технического уровня. При создании данного самосвала использованы последние достижения в развитии науки и техники, а также выполнены все требования международных стандартов по безопасности. Созданный в 2005 году, БелАЗ-75600 является первым на заводе самосвалом с применением электромеханической трансмиссии переменного тока на основе использования модульных электронных блоков преобразования пускорегулирующей системы, электронной системой контроля и диагностики работы систем, телеметрической системой обзора заднего вида. Оснащён дизельным двигателем мощностью 2610 кВт (3500 л. с.), соответствующим нормам экологичности TIER II, трансмиссией переменного тока, шинами размерности 55/80R63. Самосвал имеет высокие тягово-динамические качества, может развивать скорость до 64 км/ч. С 2006 г. впервые запущен в эксплуатацию на Бачатском угольном разрезе в Кемеровской области. На сегодняшний день один из самосвалов БелАЗ-75600 является экспонатом Музейного комплекса УГМК (Свердловская область, г. Верхняя Пышма).

## Технические характеристики
- Дизельный четырёхтактный 18-цилиндровый V-образный двигатель Cummins QSK 78-C с газотурбинным наддувом, объёмом 77,6 литров, мощностью 2610 кВт/3500 л. с. при 1900 об/мин.
- Топливный бак объёмом 4360 литров.
- Удельный расход топлива 201 г/кВт·ч.

Кузов:

Ковшевого типа, объёмом м³:
- геометрически = 139
- с «шапкой» 2:1 = 199

## Специальное оборудование
Помимо этого предусмотрена комплектация самосвала следующими узлами и системами:
- комбинированной системой пожаротушения с дистанционным управлением;
- автоматической системой смазки;
- системой контроля загрузки и топлива;
- телеметрической системой контроля давления в шинах;
- кондиционером;
- устройством сигнализации приближения высоковольтной линии;
- камерами видеоконтроля мёртвых зон.

## Производство и транспортировка
На заводе в Жодино конечная сборка машины практически никогда не производится. Конечная сборка машин в Жодино ведётся только в экспериментально-демонстрационных целях. Фактически, на самом заводе ведётся изготовление деталей, да и то не всех. Изготовленные детали укладываются в товарные вагоны, количество которых варьируется от 8 до 20. Некоторые детали, как например, дизельный двигатель фирмы «Cummins» может вообще не завозиться на завод, а доставляться к месту конечной сборки минуя как сам завод, так и Белоруссию. Местом конечной сборки машины, как правило, является сборочный цех на месте её эксплуатации, куда выезжает сборочно-гарантийная бригада с завода, либо же сам эксплуатант имеет авторизованный сервис центр на месте эксплуатации.